# 6. etape af Post Danmark Rundt 2009
6. etape af Post Danmark Rundt 2009 er den sidste etape af Post Danmark Rundt. Etapen starter i Ringsted og slutter på Frederiksberg. Opløbet finder sted på Frederiksberg Allé.

## Resultatliste
|    | Navn              | Land       | Hold                                      | Tid     |
| -- | ----------------- | ---------- | ----------------------------------------- | ------- |
| 1  | Sebastian Siedler | Tyskland   | Vorarlberg-Corratec                       | 3:23.49 |
| 2  | Matti Breschel    | Danmark    | Team Saxo Bank                            | 0.00    |
| 3  | Baden Cooke       | Australien | Vacansoleil                               | 0.00    |
| 4  | Klaas Lodewyck    | Belgien    | Topsport Vlaanderen-Mercator              | 0.00    |
| 5  | Gorik Gardeyn     | Belgien    | Silence-Lotto                             | 0.00    |
| 6  | Philip Nielsen    | Danmark    | Team Concordia-Vesthimmerland Pro Cycling | 0.00    |
| 7  | Maarten Neyens    | Belgien    | Topsport Vlaanderen-Mercator              | 0.00    |
| 8  | Kenny De Haes     | Belgien    | Silence-Lotto                             | 0.00    |
| 9  | Alex Rasmussen    | Danmark    | Team Saxo Bank                            | 0.00    |
| 10 | Daniel Musiol     | Tyskland   | Vorarlberg-Corratec                       | 0.00    |

## Bonus- og Bakkespurter

### 1. spurt
Efter 66 km
| Vinder | Allan Johansen  | 5p, 3s |
| 2.     | Bernardo Riccio | 3p, 2s |
| 3.     | Jens Mouris     | 1p, 1s |

### 2. spurt
Efter 117 km
| Vinder | ' | 5p, 3s |
| 2.     |   | 3p, 2s |
| 3.     |   | 1p, 1s |

### 1. bakke (Valby Bakke)
Efter 100 km
| Plads | Navn           | Point |
| ----- | -------------- | ----- |
| 1.    | Mauro Finetto  | 10    |
| 2.    | Allan Johansen | 6     |
| 3.    | Jens Mouris    | 4     |
| 4.    | Bernardo Ricco | 2     |

### 2. bakke (Valby Bakke)
Efter 124 km
| Plads | Navn | Point |
| ----- | ---- | ----- |
| 1.    | [[]] | 10    |
| 2.    | [[]] | 6     |
| 3.    | [[]] | 4     |
| 4.    | [[]] | 2     |